# Rosario de la Peña
Rosario de la Peña, (nacida en 1953) es una escritora española de poesía y biografías del siglo XX y XXI.

## Datos Biográficos
Está especializada en el mundo personal e intrínseco de la persona y lo que le rodea. Aunque ha realizado un libro de poemas bastante acertado aunque no del éxito que merecía, su reconocimiento lo obtiene con sus narraciones biográficas.

## Obras
- Diario de la monotonía fantástica Ed.Vulcano 2000.
- Poema de transición 2001.
- De mí para ti (poesía) 2004.
- Otras cosas Ed.Vulcano 2001.
- No sabe,no contesta (narrativa) Ed.Vulcano 2006.
- El loco 2007.

- Datos: Q6112433